# Заставе (Куявсько-Поморське воєводство)
Заставе (пол. Zastawie, нім. Zastawien, 1939-45: Dreiteichen) — село в Польщі, у гміні Збічно Бродницького повіту Куявсько-Поморського воєводства.
Населення — 162 особи (2011).
У 1975-1998 роках село належало до Торунського воєводства.

## Демографія
Демографічна структура станом на 31 березня 2011 року:
|          | Загалом | Допрацездатний вік | Працездатний вік | Постпрацездатний вік |
| -------- | ------- | ------------------ | ---------------- | -------------------- |
| Чоловіки | 86      | 17                 | 59               | 10                   |
| Жінки    | 76      | 17                 | 44               | 15                   |
| Разом    | 162     | 34                 | 103              | 25                   |